# Kailashnath-Mahadev-Statue
Die Kailashnath-Mahadev-Statue (Nepali कैलाशनाथ महादेव) steht in der Gemeinde Sanga im Distrikt Bhaktapur in Nepal und ist etwa 20 Kilometer vom Zentrum der nepalesischen Hauptstadt Kathmandu entfernt. Die Kolossalstatue stellt Shiva dar, einen der Hauptgötter des Hinduismus.

## Bauwerk
Der Bau der Statue wurde 2004 begonnen und 2010 abgeschlossen. Im Jahr 2011 wurde sie offiziell für Besucher zugänglich gemacht.
Die Kailashnath-Mahadev-Statue zeigt Shiva in stehender Haltung. In der linken Hand trägt er eine Trishula (Dreizack); die rechte Hand drückt mit einer Geste, der Mudra, eine Segnung und Friedensbotschaft aus. Auf seinen Schultern ruht eine Schlange. Die Statue ist in erster Linie aus Stahlbeton gefertigt. Sie ist mit einer dünnen Beschichtung aus Kupfer und Zink überzogen und erscheint insgesamt in einer kupferbraunen Farbe.
Mit einer Höhe von 44 Metern ist sie die zweithöchste Shiva-Statue weltweit (Stand 2022) und nur zwei Meter kleiner als die 46 Meter hohe Freiheitsstatue im New Yorker Hafen. Nach der Garuda-Wisnu-Kencana-Statue in Bali in Indonesien, die einschließlich des 46 Meter hohen Basissockels eine Gesamthöhe von 121 Metern erreicht, ist sie die zweithöchste  hinduistische Gottheitsstatue. Die Kailashnath-Mahadev-Statue wurde am 21. Juni 2010 im Rahmen des Teej-Fests von Nepals Präsidenten Ram Baran Yadav eingeweiht und danach der Bevölkerung zugänglich gemacht. Dieser Zeitpunkt wurde gewählt, weil das überwiegend von Frauen gefeierte Teej-Fest der Gottheit Shiva und seiner Frau Parvati gewidmet ist.
Die Statue of Belief in der indischen Stadt Nathdwara im Bundesstaat Rajasthan ist ebenfalls Shiva gewidmet und hat im Jahr 2020 mit einer Höhe von 102 Metern (351 ft) die Kailashnath-Mahadev-Statue als höchste Shiva-Statue abgelöst. Die Statue of Belief ist eine Shiva-Darstellung in sitzender Haltung.

## Nebenanlagen
Die Shiva-Statue steht frei auf einem Hügel. Sie kann über eine Steintreppe von der darunter liegenden Gemeinde Sanga aus erreicht werden.
Vom Hügel ergibt sich ein eindrucksvoller Anblick in die entfernte Gebirgslandschaft Nepals bis zum Himalaya. In der parkähnlichen Anlage stehen neben der Statue auch Skulpturen vom Stier Nandi, dem Reittier (Vahana) von Shiva sowie von seiner Frau Parvati mit seinen Söhnen, darunter Ganesha, der mit einem Elefantenkopf dargestellt ist.
Die Anlagen entwickeln sich zunehmend zu einer Attraktion für Touristen. Dadurch profitiert auch die wirtschaftliche Entwicklung der nahe gelegenen Dörfer.